# Filodemo de Gadara
Filodemo de Gadara (en griego, Φιλόδημος; Gadara, Celesiria, c. 110 a. C. - Herculano, c. 40 / 35 a. C.) fue un filósofo epicúreo y poeta. Estudió con Zenón de Sidón en Atenas, antes de trasladarse a Roma y luego a Herculano. Fue conocido principalmente por su poesía conservada en la Antología griega pero, desde el siglo XVIII, muchos escritos suyos han sido descubiertos entre los rollos de papiro carbonizados en la Villa de los Papiros en Herculano. La tarea de excavar y descifrar estos rollos es difícil, y el trabajo continúa hasta el día de hoy, para lo que se aplican nuevas técnicas como la inteligencia artificial, la tomografía computerizada y el escaneado 3D al objeto de detectar la tinta y desenrollar digitalmente los cerca de 300 papiros encontrados carbonizados pero en buen estado. 
Las obras de Filodemo descubiertas hasta ahora incluyen escritos sobre múltiples materias, como gramática, geometría, teología, economía, ética, retórica, música, poesía e historia de varias escuelas filosóficas.

## Vida
Filodemo nació hacia el año 110 a. C., en Gadara, Celesiria (en la actual Jordania). Estudió con el filósofo fenicio epicúreo, Zenón de Sidón, escolarca de El jardín de Epicuro, en Atenas, antes de establecerse en Roma alrededor del año 80 a. C. Fue un seguidor de Zenón, pero también un pensador innovador en el área de la estética, tema en el que los epicúreos conservadores tenían poco que aportar. 
Era amigo de Lucio Calpurnio Pisón Cesonino, y estuvo implicado en la prodigalidad de Pisón por Cicerón quien, sin embargo, elogia a Filodemo por sus opiniones filosóficas y por la elegante lascivia de sus poemas. Filodemo fue el profesor de Virgilio y tuvo influencia sobre el Ars Poetica de Horacio. La antología Palatina contiene 34 de sus epigramas.

## Villa de los papiros
Hasta donde hoy se sabe, existió una gran biblioteca en la Villa de los papiros en Herculano, una parte significativa de la cual estaba formada por una biblioteca de textos epicúreos; algunos incluso tenían más de una copia, lo cual sugiere que quizá fuese la  biblioteca del propio Filodemo. Los papiros parecen corresponder a la biblioteca de Calpurnio Pisón, en cuya casa vivía Filodemo.Algunos investigadores suponen que, además de esta biblioteca de autores griegos, es probable que en una parte de la villa que aún no se ha excavado se oculte una biblioteca latina más grande.  La villa quedó totalmente enterrada bajo la erupción del Vesubio en el año 79, y los papiros se carbonizaron.
Durante la exploración en el siglo XVIII de la villa, entre 1752 y 1754, se recuperaron rollos de papiro carbonizado que contenían treinta y seis tratados atribuidos a Filodemo. Estas obras tratan de estética, poesía, oratoria, teología —sobre los dioses, sobre la piedad—,música, retórica, ética —sobre los males, la muerte, las riquezas, la sensación, los vicios, la salud, la cólera, la franqueza de palabra (parresia)—. Defienden el punto de vista de los epicúreos frente a los estoicos y los peripatéticos. Los primeros fragmentos de Filodemo que se encontraron en Herculano se publicaron en 1824. Estos papiros se encuentran custodiados por la Biblioteca Nacional de Nápoles. En 2019 se analizó un pergamino sobre la historia de la Academia de Platón, que había sido desenrollado y pegado a cartón en 1795, utilizando imágenes hiperespectrales de onda corta-infrarroja. Esto no solo reveló lo que estaba escrito en la parte posterior del pergamino, sino que también iluminó 150 nuevas palabras en la parte delantera.
"Las dificultades que implicaba desenrollar, leer e interpretar estos textos eran formidables. Nápoles no era un destino particularmente hospitalario para los eruditos clásicos. Por último, las filosofías de las escuelas helenísticas no eran ni bien conocidas ni muy apreciadas hasta hace muy poco. Estos factores se combinaron para paralizar el interés de los eruditos y el uso de los papiros de Herculano. Recientemente, sin embargo, en parte debido a los esfuerzos del Centro Internacional para el Estudio de los Papiros de Herculano, estos rollos han sido objeto de un renovado trabajo académico y han producido muchos hallazgos indispensables para el estudio de la filosofía helenística". Hoy en día, los investigadores trabajan a partir de fotografías mejoradas digitalmente, fotografías infrarrojas y de imágenes múltiples, y transcripciones del siglo XVIII de los documentos que fueron siendo destruidos a medida que se desenrollaban y transcribían. Gracias a ello se ha logrado leer dos fragmentos: «en el caso de los alimentos, no creemos de inmediato que las cosas escasas sean absolutamente más agradables» y «estas cuestiones se considerarán con frecuencia».
Recientemente, en parte debido a los esfuerzos del Centro Internacional para el Estudio de los papiros de Herculano, los rollos han sido el objeto de un renovado trabajo de estudiosos. Se creó el Proyecto Filodemo, un esfuerzo internacional, apoyado por una subvención de la Dotación Nacional para las Humanidades y por las contribuciones de individuos y universidades participantes, para reconstruir los textos de los trabajos de Filodemo sobre poética, retórica y música. Estos textos serán editados, traducidos y publicados en una serie de volúmenes por Oxford University Press.
Philodemus: On Poems. I, editado con Introducción, Traducción y Comentario por Richard Janko, apareció en 2001 y ganó el Premio al Mérito Charles J. Goodwin. "Sobre los poemas de Filodemo, en particular, abre una ventana a una época perdida de erudición: el período entre la Poética de Aristóteles y el Arte de la poesía de Horacio, las obras que definen el clasicismo para el mundo antiguo y moderno", ha escrito Janko. 
Está previsto que los próximos volúmenes del proyecto sean:
- Sobre los poemas V, editado y traducido por David Armstrong, James Porter, Jeffrey Fish y Cecilia Mangoni.
- Sobre la retórica I-II, editado y traducido por David Blank.
- Sobre la retórica III, editado y traducido por Dirk Obbink y Juergen Hammerstaedt.

En 2023, se realizó un concurso para leer uno de los papiros sin desenrollarlo físicamente. El equipo ganador, formado por Youssef Nader, Luke Farritor y Julian Schilliger, utilizó diversas técnicas basadas en inteligencia artificial para detectar la tinta en el papiro carbonizado, "desenrollar y aplanar" digitalmente el papiro y detectar los caracteres conservados en el material. De momento se han desvelado varias columnas que forman parte de un texto filosófico sobre el placer, probablemente escrito por Filomeno. Uno de sus fragmentos dice así:

"En cuanto a la comida, no necesariamente creemos que los alimentos escasos sean más placenteros que los abundantes."

## Filosofía

### Parresía
Filodemo, en su obra Sobre el juicio franco (Peri parresias), compara la parresía del maestro con sus discípulos a la receta de un médico para el tratamiento de un paciente, la cual puede ser "adecuada (μέτριον), severa (σκλερόν)" o "amarga (πικρόν)".

Incluso si demostramos lógicamente que, aunque muchas cosas hermosas resultan de la amistad, no hay nada tan grandioso como tener alguien a quien decirle lo que hay en el corazón y que escuche cuando se habla. Porque nuestra naturaleza desea fuertemente revelar a algunas personas lo que piensa.
Filodemo de Gadara, Sobre el juicio franco, Fr. 28.

### Razonamiento inductivo
Filodemo de Gadara expuso en Sobre los signos la teoría del razonamiento inductivo epicúrea como un proceso de analogía. Según Filodemo, solo mediante la “atestación” positiva (epimarturēsis) o “atestación negativa” (ouk epimarturēsis) de los sentidos de manera empirista se demuestra la veracidad o falsedad de fenómenos observables. Solo a partir de analogías se conocen verdades más amplias e imperceptibles (adēla). Estos fenómenos solo pueden probarse mediante inferencias (sēmeiōseis) coherentes con observaciones empíricas.
En Sobre los métodos de inferencia, Filodemo comenta el problema de la inducción, dudando de la fiabilidad del razonamiento inductivo de lo observado a lo no observado. Un problema es la existencia de acontecimientos únicos que nunca podrían adivinarse a partir de lo que sucede en otros lugares. "También hay, según nuestra experiencia, algunos casos poco frecuentes, como por ejemplo el hombre de Alejandría, de medio codo de altura, con una cabeza colosal que podía ser golpeada con un martillo, que solían exhibir los embalsamadores; el hombre de Epidauro que pudo casarse siendo una mujer joven y luego convertirse en un hombre".
La inducción tampoco es confiable si se extrapola mucho más allá de nuestra experiencia: "No usaremos, por lo tanto, la [inferencia] de que dado que los hombres entre nosotros son mortales, los hombres en Libia también serían mortales, y mucho menos la inferencia de que dado que los seres vivos entre nosotros son mortales, si hay seres vivos en Britania, serían mortales".

## Lista de obras de Filodemo
Esta es una lista de las principales obras de Filodemo encontradas hasta ahora en Herculano.

### Obras históricas
- Index Stoicorum (PHerc. 1018)
- Index Academicorum (PHerc. 164,1021)
- Sobre los estoicos (PHerc. 155 Archivado el 1 de mayo de 2015 en Wayback Machine., 339 Archivado el 1 de mayo de 2015 en Wayback Machine.)
- Sobre Epicuro (PHerc. 1232 Archivado el 1 de mayo de 2015 en Wayback Machine., 1289 Archivado el 11 de abril de 2021 en Wayback Machine.)
- Obras sobre los Registros de Epicuro y algunos otros (PHerc. 1418 Archivado el 1 de mayo de 2015 en Wayback Machine., 310 Archivado el 1 de mayo de 2015 en Wayback Machine.)
- A los Amigos de la Escuela (PHerc. 1005)

### Trabajos científicos
- Sobre Fenómenos e Inferencias (PHerc. Artículo 1065 Archivado el 1 de mayo de 2015 en Wayback Machine.)

### Escritos teológicos
- Sobre la piedad (PHerc. 1428)
- Sobre los dioses (PHerc. 26)
- Sobre el camino de vida de los dioses (PHerc. 152 Archivado el 1 de mayo de 2015 en Wayback Machine., 157)

### Ética
- De los vicios y virtudes, libro 7 (De la adulación) (PHerc. 222, 223, 1082, 1089, 1457, 1675)
- Sobre los vicios y las virtudes, libro 9 (Sobre la administración del hogar) (PHerc. 1424)
- De los vicios y virtudes, libro 10 (De la arrogancia) (PHerc. 1008)
- Comparetti Ethics (llamada así por su primer editor; PHerc. 1251)
- Sobre la muerte (PHerc. 1050 Archivado el 1 de mayo de 2015 en Wayback Machine.)
- Sobre el juicio franca (PHerc. 1471)
- Sobre la ira (PHerc. Artículo 182 Archivado el 1 de mayo de 2015 en Wayback Machine.)

### Sobre la retórica, la música y la poesía
- Sobre la retórica (en muchos papiros)
- Sobre la música (PHerc. 1497 Archivado el 1 de mayo de 2015 en Wayback Machine.)
- Sobre poemas (en muchos papiros)
- Sobre el buen rey según Homero (PHerc. 1507)

### Fragmentos inéditos
- PHerc. Paris. 4

### Ediciones
- Fleischer, Kilian Josef (2023). Philodem, Geschichte der Akademie: Einführung, Ausgabe, Kommentar. Leiden; Boston: Brill. ISBN 9789004546530.

### Traducciones al inglés
- Philodemus: On Anger. (2020), David Armstrong & Michael McOsker. SBL. ISBN 1628372699
- Philodemus: On Death. (2009), W. Benjamin Henry. SBL. ISBN 1-58983-446-1
- Philodemus: On Frank Criticism. (1998), David Konstan, Diskin Clay, Clarence, E. Glad. SBL. ISBN 1-58983-292-2
- Philodemus: On Methods of Inference. 2nd edition. (1978). Phillip Howard De Lacy, Estelle Allen De Lacy. Bibliopolis.
- Philodemus, On Piety, Part 1. (1996). Critical Text with Commentary by Dirk Obbink. Oxford University Press. ISBN 0-19-815008-3
- Philodemus, On Poems, Book 1. (2001). Edited with Introduction, Translation, and Commentary by Richard Janko. Oxford University Press. ISBN 0-19-815041-5
- Philodemus, On Poems, Book 2, with the fragments of Heracleodorus and Pausimachus. (2020). Edited with Introduction, Translation, and Commentary by Richard Janko. Oxford University Press. ISBN 9780198835080
- Philodemus, On Poems, Books 3-4, with the Fragments of Aristotle, On Poets. (2010). Edited with Introduction, Translation, and Commentary by Richard Janko. Oxford University Press. ISBN 0-19-957207-0
- Philodemus, On Property Management. (2013), Voula Tsouna. SBL. ISBN 1-58983-667-7
- Philodemus, On Rhetoric Books 1 and 2: Translation and Exegetical Essays. (2005). Clive Chandler (editor). Routledge. ISBN 0-415-97611-1
- David Sider, (1997), The Epigrams of Philodemos. Introduction, Text, and Commentary. Oxford University Press. ISBN 0-19-509982-6

### Lectura adicional
- Armstrong, David, Jeffrey Fish, Patricia A. Johnson, and Marylin B. Skinner, eds. 2004. Vergil, Philodemus, and the Augustans. Austin: Univ. of Texas Press.
- Fitzgerald, John T., Dirk Obbink, and Glenn S. Holland, eds. 2004. Philodemus and the New Testament World. Leiden, The Netherlands, and Boston: Brill.
- Foucault, Michel: Discorso e verità nella Grecia antica, Roma, Donzelli editore, 1997, pp. 71-76.
- Gigante, Marcello. 2002. Philodemus in Italy: The Books from Herculaneum. Translated by D. Obbink. Ann Arbor: Univ. of Michigan Press.
- Glad, Clarence E. 2010. Paul and Philodemus. Adaptability in Epicurean and Early Christian Psychagogy. Atlanta: Society of Biblical Literature.
- Hajdú, Péter. 2014. "The Mad Poet in Horace’s Ars Poetica." Canadian Review of Comparative Literature = Revue Canadienne de Littérature Comparée. 41.1: 28-42.
- Halliwell, Stephen. 2011. Between Ecstasy and Truth. Interpretations of Greek Poetics from Homer to Longinus.   Oxford; New York:  Oxford University Press.
- Kemp, Jerome. 2010. "Flattery and Frankness in Horace and Philodemus." Greece & Rome 57.1: 65-76.
- Obbink, Dirk, ed. 1995. Philodemus and Poetry. New York and Oxford: Oxford Univ. Press.
- Pearcy, Lee T. 2012. "Does Dying Hurt?: Philodemus of Gadara, De Morte and Asclepiades of Bithynia." Classical Quarterly 62.1: 211-222.
- Sider, David. 1997. The Epigrams of Philodemos. New York and Oxford: Oxford Univ. Press.
- Sider, David. 2005. The Library of the Villa dei Papyri at Herculaneum. Los Angeles: J. Paul Getty Museum.
- Tsakiropoulou-Summers, Anastasia. 1998. "Horace, Philodemus and the Epicureans at Herculaneum." Mnemosyne 51.1: 20-29.
- Tsouna, Voula. 2011. "Philodemus, Seneca, and Plutarch on Anger." In Epicurus and the Epicurean Tradition. Edited by Jeffery Fish, 183-210. Cambridge; New York : Cambridge University Press.
- Tsouna, Voula. 2007. The Ethics of Philodemus. Oxford: Oxford Univ. Press.